# كارل دنيس
كارل دنيس (بالإنجليزية: Carl Dennis)‏ هو شاعر أمريكي، ولد في 17 سبتمبر 1939 في سانت لويس في الولايات المتحدة.